# Olympische Sommerspiele 1960/Teilnehmer (Italien)
| Gelbes Symbol für Goldmedaillen mit stilisierten Olympischen Ringen | Graues Symbol für Silbermedaillen mit stilisierten Olympischen Ringen | Braundes Symbol für Bronzemedaillen mit stilisierten Olympischen Ringen |
| ------------------------------------------------------------------- | --------------------------------------------------------------------- | ----------------------------------------------------------------------- |
| 13                                                                  | 10                                                                    | 13                                                                      |

Italien war Gastgeber der Olympischen Sommerspiele 1960. In Rom ging eine Delegation von 280 Athleten (246 Männer und 34 Frauen) in 138 Wettkämpfen in 19 Sportarten ins Rennen. Fahnenträger bei der Eröffnungsfeier war, wie bereits vier Jahre zuvor, der Fechter Edoardo Mangiarotti. Er konnte wiederum zwei Medaillen gewinnen, allerdings nur in den Mannschaftswettbewerben. Erfolgreichste Olympioniken für die gastgebende Nation waren der Fechter Giuseppe Delfino und der Radsportler Sante Gaiardoni, beide gewannen je zwei Goldmedaillen. Mit insgesamt 36 Medaillen belegte Italien im Medaillenspiegel den dritten Rang.

## Teilnehmer nach Sportarten

### Basketball
Männer
- 4. Platz
- Mario Alesini
- Antonio Calebotta
- Achille Canna
- Sandro Gamba
- Giovanni Gavagnin
- Augusto Giomo
- Gianfranco Lombardi
- Gianfranco Pieri
- Sandro Riminucci
- Gianfranco Sardagna
- Gabriele Vianello
- Paolo Vittori

### Boxen
Männer
- Nino Benvenuti
Gold  Weltergewicht
- Carmelo Bossi
Silber  Halbmittelgewicht
- Piero Brandi
- Paolo Curcetti
- Franco De Piccoli
Gold  Schwergewicht
- Sandro Lopopolo
Silber  Leichtgewicht
- Francesco Musso
Gold  Federgewicht
- Luigi Napoleoni
- Giulio Saraudi
Bronze  Halbschwergewicht
- Primo Zamparini
Silber  Bantamgewicht

### Fechten
| Männer - Aldo Aureggi Silber Florett Mannschaft - Giovanni Battista Breda - Giampaolo Calanchini Bronze Säbel Mannschaft - Wladimiro Calarese Bronze Säbel Einzel Bronze Säbel Mannschaft - Luigi Carpaneda Silber Florett Mannschaft - Pierluigi Chicca Bronze Säbel Mannschaft - Mario Curletto Silber Florett Mannschaft - Giuseppe Delfino Gold Degen Einzel Gold Degen Mannschaft - Roberto Ferrari Bronze Säbel Mannschaft - Edoardo Mangiarotti Silber Florett Mannschaft Gold Degen Mannschaft - Fiorenzo Marini Gold Degen Mannschaft - Carlo Pavesi Gold Degen Mannschaft - Alberto Pellegrino Silber Florett Mannschaft Gold Degen Mannschaft - Mario Ravagnan Bronze Säbel Mannschaft - Gianluigi Saccaro Gold Degen Mannschaft | Frauen - Irene Camber-Corno Bronze Florett Mannschaft - Velleda Cesari Bronze Florett Mannschaft - Bruna Colombetti-Peroncini Bronze Florett Mannschaft - Claudia Pasini Bronze Florett Mannschaft - Antonella Ragno-Lonzi Bronze Florett Mannschaft |

### Fußball
Männer
- 4. Platz

Luciano Alfieri
Giandomenico Baldiserri
Giacomo Bulgarelli
Tarcisio Burgnich
Giancarlo Cella
Giovanni Fanello
Armando Favalli
Giorgio Ferrini
Luciano Magistrelli
Gilberto Noletti
Ambrogio Pelagalli
Orazio Rancati
Gianni Rivera
Giorgio Rossano
Sandro Salvadore
Ugo Tomeazzi
Giovanni Trapattoni
Mario Trebbi
Paride Tumburus
Trainer:
Giuseppe Viani

### Gewichtheben
Männer
- Andrea Borgnis
- Luciano De Genova
- Renzo Grandi
- Sebastiano Mannironi
Bronze  Federgewicht
- Leonardo Masu
- Alberto Pigaiani
- Rocco Spinola

### Hockey
Männer
- 13. Platz
- Giovanni Anni
- Sergio Ballesio
- Enrico Bisio
- Claudio Candotti
- Giampaolo Farci
- Luigi Farci
- Bruno Figliola
- Antonio Lenza
- Claudio Libotte
- Tullio Marchiori
- Giovanni Mazzalupi
- Giampaolo Medda
- Quarto Pianesi
- Felice Salis
- Luciano Soli
- Alessandro Vannini
- Antonio Vargiu
- Ugo Zorco

### Kanu
| Männer - Annibale Berton - Lorenzo Cantarello - Aldo Dezi Silber Canadier-Zweier 1000 m - Francesco La Macchia Silber Canadier-Zweier 1000 m - Renato Ongari - Antonio Rucco - Alberto Schiavi - Danilo Tognon - Cesare Zilioli | Frauen - Gabriella Cotta Ramusino - Luciana Guindani - Alberta Zanardi |

### Leichtathletik
| Männer - Franco Antonelli - Gianfranco Baraldi - Livio Berruti Gold 200 m - Federico Bisson - Giuseppe Bommarito - Attilio Bravi - Elio Catola - Enzo Cavalli - Pier Giorgio Cazzola - Adolfo Consolini - Luigi Conti - Giovanni Cornacchia - Gianni Corsaro - Silvio De Florentiis - Antonio De Gaetano - Luigi De Rosso - Vito Di Terlizzi - Giuseppe Dordoni - Nerio Fossati - Mario Fraschini - Pier Luigi Gatti - Salvatore Giannone - Franco Grossi - Carlo Lievore - Moreno Martini - Silvano Meconi - Salvatore Morale - Luciano Paccagnella - Abdon Pamich Bronze 50 km Gehen - Renato Panciera - Francesco Perrone - Carmelo Rado - Alfredo Rizzo - Franco Sar - Armando Sardi - Stefano Serchinich - Nereo Svara - Luigi Ulivelli - Paolo Zamboni | Frauen - Letizia Bertoni - Marinella Bortoluzzi - Gilda Jannaccone - Giuseppina Leone Bronze 100 m - Paola Paternoster - Elivia Ricci - Piera Tizzoni - Sandra Valenti |

### Moderner Fünfkampf
Männer
- Adriano Facchini
- Giulio Giunta
- Gaetano Scala

### Radsport
Männer
- Luigi Arienti
Gold  Mannschaftsverfolgung 4000 m
- Antonio Bailetti
Gold  Mannschaftszeitfahren 100 km
- Vendramino Bariviera
- Giuseppe Beghetto
Gold  Tandemsprint
- Sergio Bianchetto
Gold  Tandemsprint
- Ottavio Cogliati
Gold  Mannschaftszeitfahren 100 km
- Giacomo Fornoni
Gold  Mannschaftszeitfahren 100 km
- Sante Gaiardoni
Gold  Sprint
Gold  Zeitfahren 1000 m
- Valentino Gasparella
Bronze  Sprint
- Franco Testa
Gold  Mannschaftsverfolgung 4000 m
- Giuseppe Tonucci
- Livio Trapè
Silber  Straßenrennen Einzel
Gold  Mannschaftszeitfahren 100 km
- Mario Vallotto
Gold  Mannschaftsverfolgung 4000 m
- Marino Vigna
Gold  Mannschaftsverfolgung 4000 m

### Reiten
- Alessandro Argenton
- Raimondo D’Inzeo
Gold  Springen Einzel
Bronze  Springen Mannschaft
- Piero D’Inzeo
Silber  Springen Einzel
Bronze  Springen Mannschaft
- Giovanni Grignolo
- Lodovico Nava
- Antonio Oppes
Bronze  Springen Mannschaft
- Lucio Tasca

### Ringen
Männer
- Franco Benedetti
- Adelmo Bulgarelli
- Germano Caraffini
- Antonio Cerroni
- Luigi Chinazzo
- Mario De Silva
- Gaetano De Vescovi
- Ignazio Fabra
- Angelo Gelsomini
- Gilberto Gramellini
- Marziano Magnani
- Pietro Marascalchi
- Antonio Marcucci
- Garibaldo Nizzola
- Umberto Trippa
- Carlo Vitrano

### Rudern
Männer
- Paolo Amorini
- Fulvio Balatti
Bronze  Vierer mit Steuermann
- Tullio Baraglia
Silber  Vierer ohne Steuermann
- Renato Bosatta
Silber  Vierer ohne Steuermann
- Vincenzo Bruno
- Vasco Cantarello
- Giancarlo Casalini
- Giancarlo Crosta
Silber  Vierer ohne Steuermann
- Giuseppe Galante
Silber  Vierer ohne Steuermann
- Severino Lucini
- Paolo Mosetti
- Renzo Ostino
- Cesarino Pestuggia
- Mario Petri
- Giuseppe Pira
- Giancarlo Piretta
- Luigi Prato
- Vincenzo Prina
- Savino Rebek
- Romano Sgheiz
Bronze  Vierer mit Steuermann
- Nazzareno Simonato
- Luigi Spozio
- Ivo Stefanoni
Bronze  Vierer mit Steuermann
- Armido Torri
- Franco Trincavelli
Bronze  Vierer mit Steuermann
- Giovanni Zucchi
Bronze  Vierer mit Steuermann

### Schießen
- Mariano Antonelli
- Piercarlo Beroldi
- Vincenzo Biava
- Edoardo Casciano
- Giorgio Ercolani
- Roberto Mazzoni
- Sergio Rolandi
- Galliano Rossini
Silber  Trap
- Sergio Varetto

### Schwimmen
| Männer - Giuseppe Avellone - Bruno Bianchi - Ezio Della Savia - Fritz Dennerlein - Gilberto Elsa - Giampiero Fossati - Paolo Galletti - Roberto Lazzari - Giorgio Perondini - Angelo Romani - Massimo Rosi - Pierpaolo Spangaro | Frauen - Anna Beneck - Daniela Beneck - Anna Maria Cecchi - Rosanna Contardo - Arletta Faidiga - Luciana Marcellini - Maria Cristina Pacifici - Paola Saini - Daniela Serpilli - Welleda Veschi - Elena Zennaro |

### Segeln
- Mario Capio
- Antonio Ciciliano
Bronze  Drachen
- Antonio Cosentino
Bronze  Drachen
- Giulio De Stefano
Bronze  Drachen
- Marco Novaro
- Tullio Pizzorno
- Pietro Reggio
- Carlo Rolandi
- Agostino Straulino
- Bruno Trani
- Franco Zucchi

### Turnen
| Männer - Giovanni Carminucci Silber Barren Bronze Mannschaftsmehrkampf - Pasquale Carminucci Bronze Mannschaftsmehrkampf - Gianfranco Marzolla Bronze Mannschaftsmehrkampf - Franco Menichelli Bronze Boden Bronze Mannschaftsmehrkampf - Orlando Polmonari Bronze Mannschaftsmehrkampf - Angelo Vicardi Bronze Mannschaftsmehrkampf | Frauen - Miranda Cicognani - Rosella Cicognani - Francesca Costa - Elena Lagorara - Gabriella Santarelli - Wanda Soprani |

### Wasserball
Männer
- Gold
- Amedeo Ambron
- Danio Bardi
- Giuseppe D’Altrui
- Salvatore Gionta
- Giancarlo Guerrini
- Franco Lavoratori
- Gianni Lonzi
- Luigi Mannelli
- Rosario Parmegiani
- Eraldo Pizzo
- Dante Rossi
- Brunello Spinelli

### Wasserspringen
| Männer - Lamberto Mari - Walter Messa - Fabio Pajella - Antonio Sbordone | Frauen - Laura Conter |